# NGC 4473
NGC 4473 (również PGC 41228 lub UGC 7631) – galaktyka eliptyczna (E5), znajdująca się w gwiazdozbiorze Warkocza Bereniki. Została odkryta 8 kwietnia 1784 roku przez Williama Herschela. Należy do gromady galaktyk w Pannie i wchodzi w skład Łańcucha Markariana.